# マルメ・スタディオン
マルメ・スタディオン（Malmö Stadion）は、スウェーデン・マルメに所在する陸上競技場。現在はスウェーデン4部リーグのIFKマルメの本拠スタジアム。1958年のFIFAワールドカップ、1992年のユーロ92の会場にもなった。
またコンサートとしての開催も多くあり、エルトン・ジョンやドリー・パートン、イーグルス、キッス、ロッド・スチュワートらがコンサートを行った。

## 1958W杯
当地でFIFAワールドカップで行われた結果

### 1次ラウンド
- 西ドイツ  3 – 1  アルゼンチン
- 西ドイツ  2 – 2  北アイルランド
- 北アイルランド  2 – 1  チェコスロバキア

### 準々決勝
- 西ドイツ  1 – 0  ユーゴスラビア

## ユーロ92
すべて1次ラウンド
- デンマーク  0 – 0  イングランド
- フランス  0 – 0  イングランド
- フランス  1 – 2  デンマーク